# Alvesta
Alvesta é uma pequena cidade sueca, situada na província histórica da Småland.
Tem cerca de 7 600 habitantes, e é sede da comuna de Alvesta, pertencente ao condado de Kronoberg.

## Comunicações
Localizada a 20 km a oeste da cidade de Växjö, Alvesta é um importante nó ferroviário, no cruzamento da linha do Sul com a linha de Costa a Costa.
- Linha do Sul - via férrea ligando Malmo - Katrineholm/Järna
- Linha de Costa a Costa - via férrea ligando Gotemburgo - Kalmar/Karlskrona

## Economia
A economia de Alvesta está dominada pela indústria fabril (metalomecânica, mobiliário, vidro, madeira, fundição).